# Långnäs
Långnäs ist ein Ort in Lumparland in Åland, 30 km östlich von Mariehamn. Von hier aus verkehren Fähren nach Kumlinge und Galtby via Kökar.

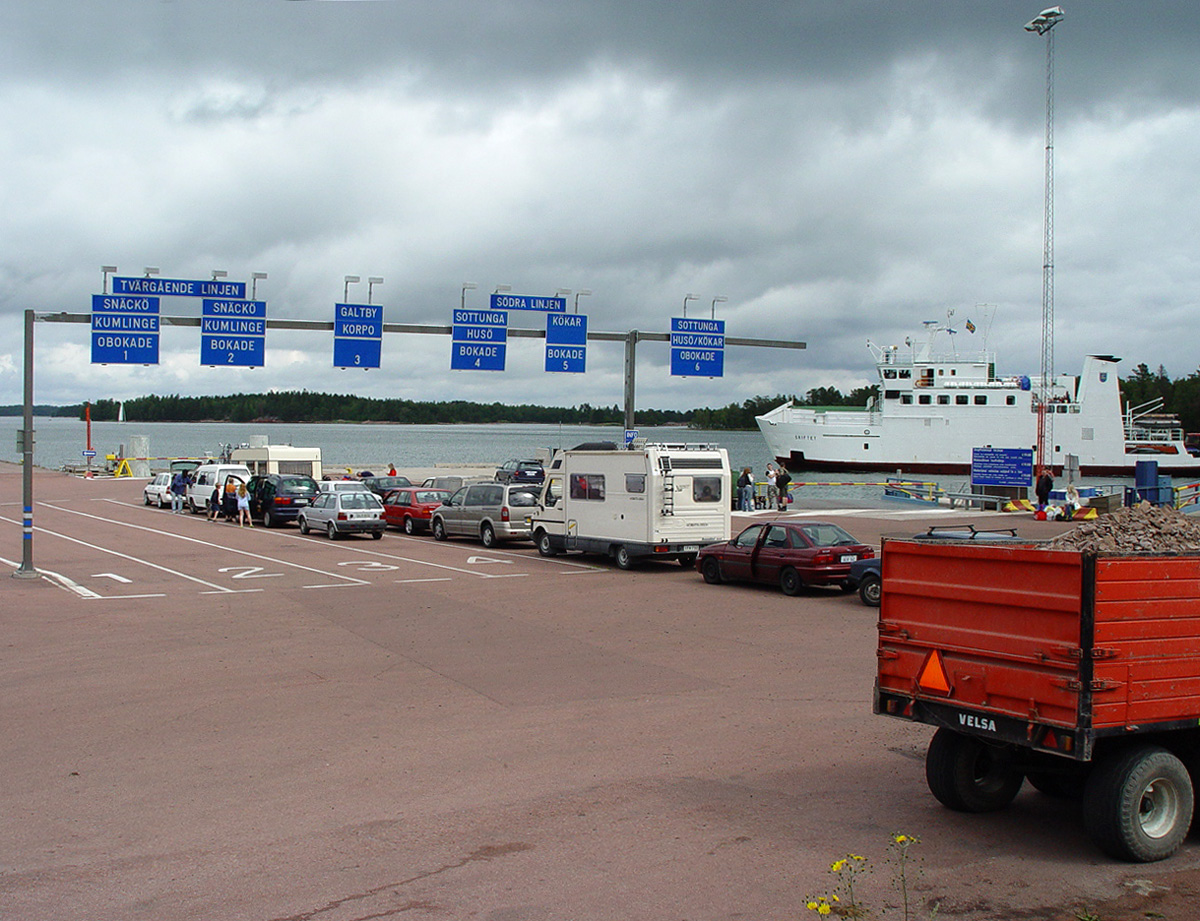
Das Fährterminal in Långnäs

In den frühen 1960er Jahren konnte die Reederei Silja Line Land kaufen und baute 1965 ein Fährterminal nach dem Entwurf des Architekten Bengt Lundsten. Das Terminalgebäude fand aufgrund seiner Architektur nationale wie internationale Erwähnung. Der Verkehr via Långnäs als Alternative zu Mariehamn begann kurz danach, dauerte aber nur bis 1975 an, als das Terminal wieder geschlossen und schließlich 1993 abgerissen wurde.
Als der zollfreie Warenverkauf innerhalb der Europäischen Union im Jahr 1999 endete, wurde ein neues Terminal gebaut, sodass die großen Auto-Passagierfähren aus Schweden und Finnland in Långnäs anlegen konnten. So konnte der zollfreie Warenverkauf an Bord der Fähren fortgesetzt werden, denn die weitgehend autonomen Åland-Inseln unterliegen besonderen Regeln.
Der Hafen wird von Fähren auf der Strecke zwischen Stockholm und Turku bei Nacht angelaufen.
Koordinaten: 60° 7′ 1,7″ N, 20° 17′ 47,8″ O